# Heiligkreuz (Ippesheim)

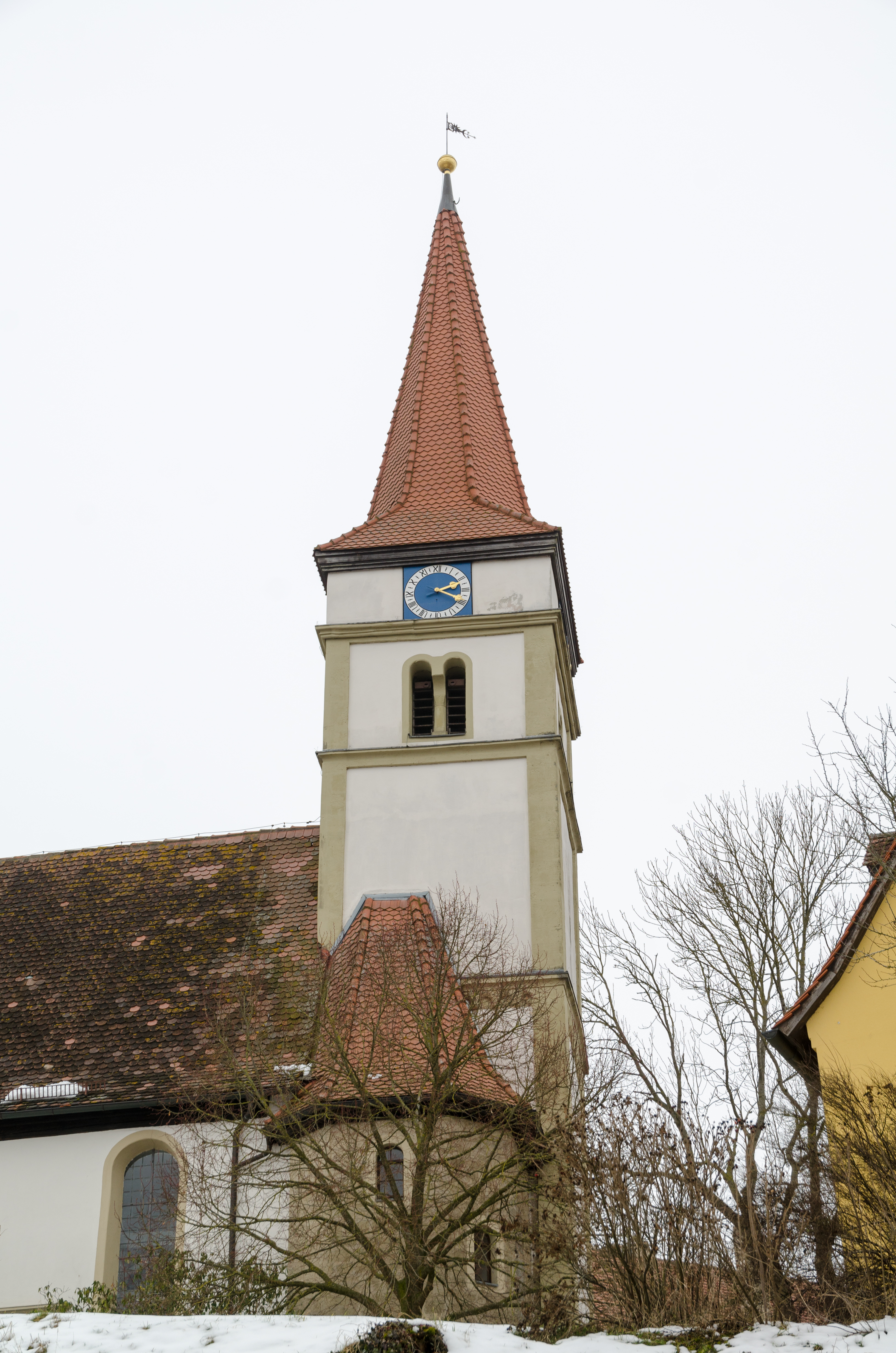
Heiligkreuz in Ippesheim

Die evangelische, denkmalgeschützte Pfarrkirche Heiligkreuz steht in Ippesheim, einem Markt im Landkreis Neustadt an der Aisch-Bad Windsheim (Mittelfranken, Bayern). Das Bauwerk ist unter der Denkmalnummer D-5-75-134-1 als Baudenkmal in der Bayerischen Denkmalliste eingetragen. Die Kirche gehört zur Kirchengemeinde Ippesheim im Evangelisch-Lutherischen Dekanat Uffenheim im Kirchenkreis Ansbach-Würzburg der Evangelisch-Lutherischen Kirche in Bayern. Bis November 2024 gehörte die Gemeinde zum Markt Einersheim.

## Beschreibung
Der Kirchturm auf quadratischem Grundriss stammt im Kern aus dem 12./13. Jahrhundert. Die Obergeschosse des Kirchturms, das Langhaus und der dreiseitig geschlossene Chor im Osten wurden nach Plänen von Veit von Lichtenstein 1570 bis 1580 gebaut. Nach den Zerstörungen im Dreißigjährigen Krieg wurde die Saalkirche 1676 wieder aufgebaut. Der mit einem achtseitigen Knickhelm bedeckte Kirchturm ist durch Gurtgesimse in mehrere Geschosse unterteilt, das oberste beherbergt die Turmuhr, das darunter liegende hinter den als Biforien gestalteten Klangarkaden den Glockenstuhl. Die an der Nordwand des Kirchturms angebaute Sakristei ist neueren Datums. Der Innenraum wurde 1867 im Markgrafenstil gestaltet.